# Cá hồi vàng sông Kern
Cá hồi vàng sông Kern (Danh pháp khoa học: Oncorhynchus mykiss gilberti) là một phân loài của loài Cá hồi vân hay cá hồi cầu vồng (Oncorhynchus mykiss) phân bố ở các khu vực sông Kern của Mỹ. Chúng là loài cá có màu sắc rất đẹp và được ưa chuộng trong việc câu cá cảnh ở Mỹ.

## Đại cương
Cá hồi vàng sông Kern là loài đặc hữu của sông Kern và các phụ lưu ở hạt Tulare, California. Phạm vi hiện tại của nó là giảm đáng kể từ nhiều di tích lịch sử của nó. Quần thể còn sót lại sống trên sông Kern trên lạch Durrwood, ở trên Ninemile, Rắn chuông và lạch Osa, và có thể ở trên lạch Peppermint.
Ở góc độ tiếp cận là một nhóm phân loài thì cá hồi sông Kern còn bao gồm các phân loài khác là cá hồi vàng hay cá hồi vàng California (Oncorhynchus mykiss aguabonita) Nguồn gốc ở lạch Golden Trout (nhánh sông Kern), lạch Volcano (nhánh lạch Golden Trout), và sông South Fork Kern và và cá hồi nhỏ sông Kern (Oncorhynchus mykiss whitei) Loài đặc hữu trong khoảng 100 dặm (160 km) của Sông Kern Nhỏ và các nhánh. Phạm vi hiện tại của họ bị hạn chế đến năm suối đầu nguồn của lưu vực sông Kern (bãi cỏ Wet, lạch Deadman, lạch Soda Spring, lạch Willow, lạch Sheep và Fish), cùng với LạchCoyote, một nhánh của sông Kern.
Ngoài ra còn 01 phân loài là Được gọi là cá hồi cầu vồng vàng hay cá hồi Palomino vì cá được lai tạo từ một biến thể màu sắc đột biến duy nhất của O. mykiss có nguồn gốc từ cá ở Tây Virginia trong năm 1955. Cá hồi cầu vồng vàng chủ yếu là màu vàng nhạt, thiếu các lĩnh vực màu xanh lá cây đặc trưng và những đốm đen nhưng giữ lại khuếch tán sọc đỏ. Cá hồi Palomino là một kết hợp của vàng và phổ biến cá hồi vân, kết quả là một màu trung gian. Các cá hồi cầu vồng vàng không phải là phân loài giống như tự nhiên O. m. aguabonita, sông Kern cá hồi vàng của California.